# より速く!
『より速く!』（よりはやく）は、2022年3月1日に歌手の島谷ひとみが発売した配信限定シングル。

## 解説
- 市民ランナーへの応援ソングとしてスポーツニッポンとエイベックスの共同で制作が行われた[1]。歌詞は一般公募によって募集され島谷と作曲を担当したYANAGIMANによってフレーズを選んで歌詞に仕上げた[1]。
- 創業50周年を迎える大和輸送株式会社の記念ソングとして別歌詞バージョンも制作された[1]。
- ハワイで撮影されたミュージックビデオが4月23日に公開された[2]。

## 収録曲
1. より速く!
作詞：島谷ひとみ・YANAGIMAN／作曲：YANAGIMAN